# Esmeraldas-klass
Esmeraldas-klass är en klass med sex korvetter byggda för Ecuadors flotta av det italienska varvet Fincantieri i början av 1980-talet. Tack vare kompakt layout har dessa fartyg på bara drygt 600 ton kapacitet jämförbar med dubbelt så stora fregatter. Helikopterplattan tar upp en stor del av fartyget, men avsaknaden av hangar begränsar möjligheterna att stationera helikopter permanent ombord. Beväpningen är mångsidig och består av en snabbskjutande 76 mm allmålskanon, dubbla 40 mm luftvärnskanoner, luftvärnsrobotar, sjömålsrobotar och ubåtsjakttorpeder. Fartygen har samma skrov som Assad-klassen men har större överbyggnad och annorlunda layout.

## Fartyg i klassen
| Bognummer | Namn       | Sjösatt          | Tagen i tjänst   |
| --------- | ---------- | ---------------- | ---------------- |
| CM11      | Esmeraldas | 5 oktober 1980   | 7 augusti 1982   |
| CM12      | Manibi     | 5 februari 1981  | 21 juni 1983     |
| CM13      | Los Rios   | 28 februari 1981 | 1 oktober 1983   |
| CM14      | El Oro     | 5 februari 1981  | 10 december 1983 |
| CM15      | Galápagos  | 5 juli 1981      | 26 maj 1984      |
| CM16      | Loja       | 27 februari 1982 | 26 maj 1984      |